# Christos Intzidis
Christos Intzidis, född 9 januari 1993 i Thessaloniki, Grekland , är en grekisk fotbollsspelare som för närvarande spelar som back för Aris i Grekiska Fotbollsligan 2. Han började sin karriär som ungdomsspelare i PAOK.